# HMS Endurance (1990)
HMS Endurance – brytyjski okręt patrolowy, wykorzystywany przez Royal Navy jako lodołamacz, okręt badawczy i jednostka zaopatrzeniowa baz na Antarktydzie. Zbudowany w 1990 roku w Norwegii na rynek cywilny, jako MV „Polar Circle”, do służby w Royal Navy wszedł w 1991 roku. Początkowo był wydzierżawiony i nosił nazwę HMS „Polar Circle”. W 1992 roku nazwę zmieniono na HMS „Endurance”.

## Historia
MV „Polar Circle” został zbudowany w norweskiej stoczni Ulstein w 1990 roku, dla armatora Rieber Shipping. 21 listopada 1991 roku okręt na osiem miesięcy został wydzierżawiony Royal Navy, gdzie otrzymał nazwę HMS „Polar Circle”. W 1992 roku został wykupiony przez Brytyjczyków i nadano mu imię HMS „Endurance”.
W 1997 roku gościł w argentyńskim porcie Buenos Aires, co odebrano jako symbol normalizacji stosunków między Argentyną a Wielką Brytanią po wojnie o Falklandy-Malwiny.
W 2005 roku gościł na pokładzie królową Elżbietę II, w związku z uroczystą, międzynarodową paradą floty, będącą częścią obchodów 200 rocznicy bitwy pod Trafalgarem.
W 2006 roku w związku z awarią steru udał się do najbliższego portu w celu dokonania remontu. Prace wykonano w argentyńskiej bazie marynarki wojennej Puerto Belgrano. W grudniu 2008 roku podczas trwania kolejnej misji zaopatrzeniowej na rzecz baz antarktycznych, z powodu wadliwie zamontowanego jednego z zaworów, doszło do zalania kilku przedziałów, w tym maszynowni. Okręt był bliski zatonięcia i w celu jego ratowania został przeholowany do chilijskiego portu Punta Arenas.
Seria awarii, które nękały okręt od 2004 roku, doprowadziła do uszkodzeń głównie w rejonie siłowni okrętowej i konieczności przeprowadzenia generalnego remontu. Koszt remontu oszacowano na ok. 30 mln funtów i ostatecznie uznano go za nieopłacalny. Okręt sprzedano na złom i w 2016 roku przeholowano do tureckiej stoczni złomowej.